# 艾迪馬·德·巴羅斯
阿德马尔·德·巴羅斯（葡萄牙語：Ademar de Barros；1901年4月22日—1969年3月12日），巴西飛機師、醫生、商人及政治人物，生於巴西圣保罗州皮拉西卡巴市，於1947年至1951年及1963年至1966年期間出任聖保羅州州長，1957年至1961年期間出任聖保羅市市長。他雖被指責貪腐，但在法制和基建方面有所建樹，有支持者坦率地形容他為「偷盜但能幹」（rouba mas faz）。

## 外部連結
- 巴羅斯傳 （页面存档备份，存于） （葡萄牙文）